# Julienita
La julienita és un mineral de la classe dels compostos orgànics. Va rebre el seu nom l'any 1928 per Alfred Schoep en honor d'un Ph. D. recentment mort de la Universitat de la Sorbona (París), l'estudiant Henri Julien (1887-1920), en una missió d'investigació geològica al Congo Belga.

## Característiques
La julienita és una substància orgànica de fórmula química Na₂(H₂O)₈Co(SCN)₄. Cristal·litza en el sistema monoclínic. És un mineral molt rar de color blau en forma de llistons, que es troba en forma de crostes que impregnen la matriu.
Segons la classificació de Nickel-Strunz, la julienita pertany a «10.A - Sals d'àcids orgànics: cianats» juntament amb la kafehidrocianita.

## Formació i jaciments
Va ser descoberta a Shamitumba, a la localitat de Shinkolobwe, a la regió de Katanga (República Democràtica del Congo), en esquists blancs de talc, associada al wad cobàltic, un compost semblant a l'asbolana.